# Селвалаљи (Мачерата)
Селвалаљи је насеље у Италији у округу Мачерата, региону Марке.
Према процени из 2011. у насељу је живело 204 становника. Насеље се налази на надморској висини од 288 м.